# Karl Schneider (Intendant)
Karl Schneider (* 19. April 1928 in Altenburg; † 15. September 1998 in Schwerin) war ein deutscher Theaterwissenschaftler, Regisseur, Dozent und Intendant.

## Leben
Karl Schneider (vollständig: Karl Fritz Ludwig Schneider) wurde 1928 in Altenburg, wo er später ein Gymnasium besuchte, als Sohn eines Studienrates geboren. Nach dem Ende des Zweiten Weltkriegs wurde er von der sowjetischen Besatzungsmacht für drei Jahre im ehemaligen KZ Buchenwald, dem Speziallager Nr. 2 Buchenwald, eingesperrt, die Rehabilitierung erfolgte im Jahr 1996. Nach seiner Freilassung arbeitete er von 1948 bis 1951 in einer Altenburger Buchdruckerei und in den darauffolgenden zwei Jahren bei der Deutschen Volksbühne Thüringen.
Am Theater Rudolstadt begann Karl Schneider 1953 zunächst im Anrechtsbereich zu arbeiten, wurde dann Chefdramaturg und war von 1958 bis 1961 Intendant des Hauses. Anschließend wechselte er bis 1965 als Leiter an das Theater der Stadt Plauen, wo er auch seine ersten Regiearbeiten vollzog. Die nächste Station war die Theaterhochschule Leipzig, wo er als Dozent für Schauspieltheorie und -praxis wirkte, bis er 1968 als Intendant an das Landestheater Dessau berufen wurde. Ab 1972 war er wieder an der Theaterhochschule Leipzig, die inzwischen den Namen Hans Otto erhalten hatte, als Dozent für Regieführung tätig. Im Jahr 1973 wurde er Generalintendant der Bühnen der Stadt Magdeburg, bis er 1991 abberufen wurde. Da er Mitglied der Bezirksleitung der SED war, sorgte er dafür, dass das Theater der führenden Partei nach Möglichkeit keinen Ärger bereitete. Er befürwortete das Ensembletheater, setzte auf traditionelle sowie moderne Aufführungen im Schauspiel als auch im Musiktheater. Nach seiner Abberufung setzte er seine Hochschultätigkeit fort und leitete in Magdeburg das Schauspielstudio der Hochschule.
Karl Schneider verstarb 1998 in Schwerin im Alter von 70 Jahren.

## Theater
- 1959: Pavel Kohout: So eine Liebe (Theater Rudolstadt)
- 1959: Harald Hauser/Guido Masanetz: Im himmlischen Garten (Theater Rudolstadt)
- 1962: Jan Frank Fischer: Romeo, Julia und die Finsternis (Theater der Stadt Plauen)
- 1966: Claus Hammel: Um Neun an der Achterbahn (Theater der Stadt Plauen)
- 1969: Friedrich Wolf: Thomas Müntzer (Landestheater Dessau)
- 1971: William Shakespeare: König Johann (Landestheater Dessau)
- 1973: Johann Wolfgang von Goethe: Egmont (Landestheater Dessau)
- 1973: Horst Matthies: Plädoyer für Julia (Landestheater Dessau – Kleines Theater)
- 1978: Gotthold Ephraim Lessing: Minna von Barnhelm (Bühnen der Stadt Magdeburg)
- 1979: Kazimierz Moczarski: Gespräche mit dem Henker (Bühnen der Stadt Magdeburg – Maxim Gorki)
- 1980: Rudi Strahl: In Sachen Adam und Eva (Jermolowa-Theater Moskau, Sowjetunion)
- 1981: Adolf Nowaczyński: Der große Friedrich (Bühnen der Stadt Magdeburg – Kammerspiele)
- 1983: Alexander Sanin: Ich bin ein Mensch – Regie mit Wladimir Andrejew (Bühnen der Stadt Magdeburg)
- 1984: Waleri Petrow: Theater – meine Liebe (Bühnen der Stadt Magdeburg – Podiumbühne)
- 1984: Jürgen Groß: Match (Jermolowa-Theater Moskau, Sowjetunion)
- 1986: Hans Lucke: Der doppelte Otto (Bühnen der Stadt Magdeburg)
- 1988: Dmitri Dmitrijewitsch Schostakowitsch:  Katerina Ismailowa (Bühnen der Stadt Magdeburg)